# 高城镇 (理塘县)
高城镇，是中华人民共和国四川省甘孜藏族自治州理塘县下辖的一个乡镇级行政单位。位于理塘县东部，是全县政治、经济、文化中心。海拔4014米，是世界上海拔最高的县城。国道318线穿过该镇。

## 行政区划
高城镇下辖以下地区：
高城镇社区、哈戈村、替然色巴一村、替然色巴二村、泽曲村、替然尼巴村、德西一村、德西二村、德西三村、泽马村、珍呷村、康巴新村和更登亚批村。

## 交通
- 318国道过境